# Marbré oriental
Euchloe ausonia
Espèce
Le Marbré oriental (Euchloe ausonia) est une espèce de lépidoptères (papillons) de la famille des Pieridae. Elle se rencontre dans le Sud de l'Europe et en Asie.

## Noms vernaculaires
- En français : le Marbré oriental[1].
- En anglais : eastern dappled white[2].
- En allemand : Östlicher Gesprenkelter Weißling[3].

## Morphologie

### Papillon
L'imago d’Euchloe ausonia est un papillon de taille moyenne, en grande partie blanc. L'aile antérieure comporte une tache discoïdale gris sombre, et une large tache apicale gris sombre ponctuée de blanc sur le dessus, et vert-jaune au revers. 
Le revers de l'aile postérieure est marbré de gris-vert jaunâtre et de blanc.
Euchloe ausonia ressemble beaucoup à Euchloe crameri et Euchloe simplonia, qui se rencontrent cependant dans des régions différentes.

### Premiers stades
La chenille est de couleur variable, allant du bleu-vert au grisâtre, striée de jaune et ponctuée de petits points noirs. 
La chrysalide est marron clair.

## Biologie

### Phénologie
L'espèce est bivoltine et les imagos se rencontrent de mars à juillet. 
C'est la chrysalide qui hiverne.

### Plantes hôtes
Les plantes hôtes de la chenille sont des brassicacées (crucifères), notamment Sinapis arvensis, Isatis tinctoria, Isatis glauca, Aethionema saxatile, Iberis sempervirens, Biscutella mollis, Biscutella laevigata, Bunias erucago et Alyssum saxatile.

## Distribution et biotopes
Le Marbré oriental a une aire de répartition eurasiatique, qui va du Sud de l'Europe à la Chine en passant par la Turquie, le Caucase et l'Asie centrale.
En Europe, il est présent dans le centre et le Sud de l'Italie (E. crameri le remplace dans le Nord-Ouest du pays), en Sicile, dans les Balkans et en Grèce, y compris dans de nombreuses d'îles de Méditerranée orientale,.
On le trouve dans les lieux chauds, secs et fleuris entre 0 et 1 600 m d'altitude.

## Systématique
L'espèce actuellement appelée Euchloe ausonia a été décrite par l'entomologiste allemand Jakob Hübner en 1803 ou 1804, sous le nom initial de Papilio ausonia.

### Sous-espèces
Plusieurs sous-espèces ont été décrites :
- Euchloe ausonia melanochloros Röber, 1907 — en Afrique du Nord — parfois considérée comme une sous-espèce d’Euchloe crameri[6] ou comme une espèce distincte[7].
- Euchloe ausonia graeca Verity, [1908] — en Grèce.
- Euchloe ausonia volgensis Krulikovsky, 1897 — dans le Nord-Ouest du Kazakhstan, en Transcaucasie et dans le Kopet-Dag.
- Euchloe ausonia transiens Verity, [1908] — en Asie centrale.
- Euchloe ausonia dubatolovi Korshunov, 1995 — dans l'Altaï.